# Landesregierung Maurer I
Die Landesregierung Maurer I bildete die Niederösterreichische Landesregierung während der zweiten Hälfte der VIII. Gesetzgebungsperiode von der Wahl von Andreas Maurer zum Landeshauptmann am 24. Oktober 1966 bis zum Ende der Gesetzgebungsperiode am 19. Juli 1969. Sie folgte der Landesregierung Figl II nach. Nach dem Tod von Eduard Hartmann am 14. Oktober 1966 wurde Andreas Maurer am 24. Oktober 1966 zum neuen Landeshauptmann gewählt. Als neuer Landesrat rückte in der Folge an diesem Tag Matthias Bierbaum nach. Zu einer ersten Änderung in der Regierungszusammensetzung kam es am 20. Dezember 1967, als Roman Resch (ÖVP) sein Amt als Landesrat niederlegte. Er wurde am 25. Jänner 1968 durch Siegfried Ludwig ersetzt. Nach dem Tod von Landeshauptmannstellvertreter Otto Tschadek (SPÖ) am 4. Februar 1969 wurde Hans Czettel am 13. Februar 1969 zum neuen Landeshauptmannstellvertreter der SPÖ gewählt.

## Regierungsmitglieder
| Amt                                                         | Name              | Partei | Ressorts |
| ----------------------------------------------------------- | ----------------- | ------ | -------- |
| Landeshauptmann                                             | Andreas Maurer    | ÖVP    |          |
| Landeshauptmannstellvertreter                               | Rudolf Hirsch     | ÖVP    |          |
| Landeshauptmannstellvertreter ab 13. Februar 1969           | Hans Czettel      | SPÖ    |          |
| Landesrat ab 25. Jänner 1968                                | Siegfried Ludwig  | ÖVP    |          |
| Landesrat                                                   | Matthias Bierbaum | ÖVP    |          |
| Landesrat                                                   | Emil Kuntner      | SPÖ    |          |
| Landesrat                                                   | Otto Rösch        | SPÖ    |          |
| Vorzeitig ausgeschiedene Mitglieder der Landesregierung     |                   |        |          |
| Landeshauptmannstellvertreter am 4. Februar 1969 verstorben | Otto Tschadek     | SPÖ    |          |
| Landesrat bis 20. Dezember 1967                             | Roman Resch       | ÖVP    |          |